# Rhagio miyonis
Rhagio miyonis är en tvåvingeart som beskrevs av Akira Nagatomi 1952. Rhagio miyonis ingår i släktet Rhagio och familjen snäppflugor. Inga underarter finns listade i Catalogue of Life.